# Tenge kazakh
Le tenge (symbole : ₸ ; code ISO : KZT ; en kazakh latin : teñge, kazakh cyrillique : теңге, prononcé : /ˌtʲeŋˈɡʲe/ ; en russe : тенге́, prononcé : /tʲɪnʲˈɡʲe/), aussi transcrit tengue, voire tengué en français, est la monnaie officielle du Kazakhstan. Elle est divisée en 100 tiyn. Elle fut introduite en novembre 1993 pour remplacer le rouble soviétique au taux d'un tengue pour 500 roubles. Le code ISO-4217 de la monnaie est KZT.
Le mot tenge en kazakh et dans la plupart des langues turques signifie « jeu de balances », ce qui donne à ce nom la même valeur que la lire, la livre, et le peso. Le nom de la monnaie vient du préfixe dans les langues turques teğ-, signifiant égal, balance. Il est aussi en rapport avec le mot russe signifiant monnaie, den’gi (деньги), qui fut emprunté aux langues turques.

## Historique
Au cours de la première période qui a suivi l’indépendance, le Kazakhstan a acheté du papier-monnaie à la Russie pour payer les salaires, les pensions et les prestations sociales. Jusqu’à la première moitié de 1992, la Banque centrale de Russie a fourni des roubles gratuitement. Mais après la division des budgets, il a fallu payer le rouble, et le budget du Kazakhstan manquait de fonds, de sorte que le pays a commencé à manquer de liquidités. En outre, le retrait de la circulation des billets de banque de la période 1961-1992 en Russie a entraîné une augmentation de la livraison illégale de cette monnaie au Kazakhstan.
En 1992, le Président du Kazakhstan Noursoultan Nazarbaïev a créé un groupe de travail dirigé par Daulet Sembaïev et un groupe spécial de graphistes pour concevoir les billets de banque en tenge : Mendybaï Aline, Dosbol Kassymov, Aguimsaly Douzelkhanov, Timour Souleïmenov et Khairoulla Gabjalilov. Les membres du groupe de travail devaient déterminer les principes d’une gestion indépendante de la politique financière de crédit de l’État. Plusieurs options ont été envisagées. L’une d’entre elles proposait d’introduire trois billets de banque en rouble kazakh (avec des valeurs de 5 000, 10 000 et 50 000) et d’imprimer ces billets en Russie. Dans la deuxième option, il était également proposé de produire les billets avec les trois plus grosses coupures en Russie, puis, jusqu’à ce que la situation se stabilise, d’introduire une monnaie nationale intermédiaire pendant un à deux ans, la véritable monnaie nationale devant être introduite plus tard. La troisième option prévoyait une introduction parallèle de la monnaie nationale et du rouble. La quatrième option consistait à l’introduction directe de la monnaie nationale. Après de longues discussions, le groupe de travail a voté à l’unanimité en faveur de la dernière option.
En juin 1992, les négociations entre le Kazakhstan et la Russie sur la création d’une zone rouble ont finalement abouti à une impasse, le Gouvernement russe ayant décidé d’abandonner le concept antérieur de la zone rouble. Malgré l’existence d’un accord stipulant que si l’une des parties - les participants à la zone rouble - souhaite introduire sa propre monnaie, elle doit en informer les autres États trois mois à l’avance, la Russie a pratiquement introduit sa monnaie nationale le 1er juillet 1993.
Comme le Kazakhstan ne disposait pas de sa propre usine de billets de banque et qu’auparavant toute la monnaie était acheminée depuis Moscou, il a été décidé d’imprimer de la monnaie dans les usines britanniques Harrison and Sons et De La Rue. Le coût de l’impression de la totalité de la monnaie s’élevait à 7 millions de dollars américains. Après la production, les billets ont été secrètement livrés au Kazakhstan : 4 avions Il-76 ont effectué plusieurs vols de Londres à Ouralsk, puis vers les régions du Kazakhstan. Les documents d’accompagnement indiquaient : « Biens nécessaires à la résidence du chef de l’État en cours de construction ».
En novembre 1993, le Président Nazarbaïev a fixé par décret la composition de la commission gouvernementale officielle pour l’introduction d’une monnaie nationale, sous la direction du premier ministre Sergei Terechtchenko. Cette commission comprenait le premier vice-premier Ministre Daulet Sembaïev, le Ministre des finances Erkechbaï Derbissov, le Ministre de l’économie Beïsenbaï Iztleuov, le Président de la Banque nationale du Kazakhstan Galyme Baïnazarov et le Président de la Commission parlementaire Saouk Takejanov. Le 5 novembre 1993, le Président a signé un décret sur les mesures urgentes visant à stabiliser le système monétaire, et qui définissait les étapes nécessaires avant l’introduction d’une monnaie nationale. Une ordonnance écrite a été envoyée aux personnes physiques et morales leur indiquant qu’elles n’avaient pas le droit de déposer des espèces en billets de banque de 1961-1992 sur des comptes spéciaux et de les utiliser jusqu’à ce que la Banque nationale du Kazakhstan leur donne des instructions supplémentaires.
Le 12 novembre 1993, le Président de la République du Kazakhstan, Noursoultan Nazarbaïev, a promulgué un décret sur l’introduction de la monnaie nationale de la République du Kazakhstan. Nazarbaïev a présenté la monnaie aux habitants du Kazakhstan sur les chaînes de télévision centrales. Le 15 novembre 1993, le tenge a été mis en circulation dans la proportion de 1 tenge = 500 roubles, les billets et les pièces en roubles russes et soviétiques étant échangés contre des tenges. Depuis le 18 novembre 1993, le tenge est devenu la seule monnaie légale sur le territoire du Kazakhstan.
Le 20 mars 2007, soit deux jours avant Norouz, la Banque nationale du Kazakhstan annonce le nouveau symbole du tengue : il s'agit de « ₸ », un T dont la barre verticale est surmontée d'une autre barre.

## Pièces
En 1993, dix pièces furent introduites : 2, 5, 10, 20 et 50 tiyn, 1, 3, 5, 10 et 20 tengue. Les pièces de 50 tengue furent ajoutées en 1997, suivies par 100 tengue en 2002, et 2 tengue en 2005. Les pièces de 1 à 10 tengue sont faites de laiton, celles de 20 et 50, de cuivre-nickel, celles de 100 de laiton autour et de cuivre-nickel à l'intérieur (bimétalliques).
Des pièces commémoratives de 20, 50, 100, 500, 1 000, 2 500, 5 000 et 10 000 tengue ont été frappées.

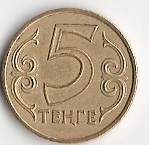
Pièce de 5 tengue (côté pile)
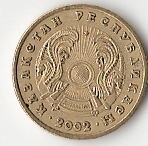
Pièce de 5 tengue (côté face)

## Billets

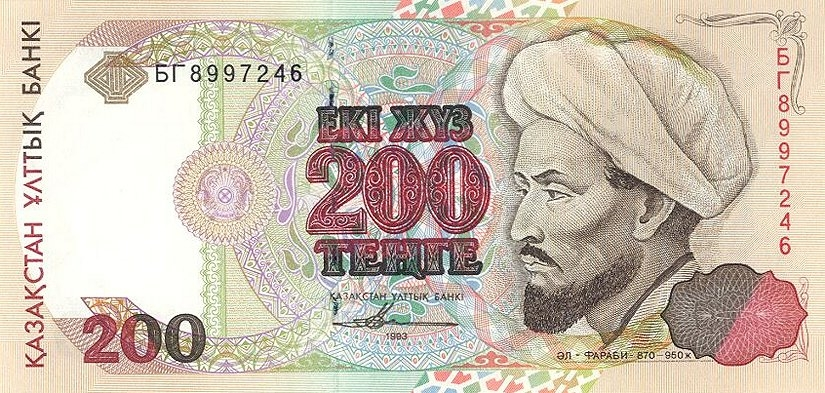
Billet de 200 tengue

La Banque nationale du Kazakhstan a sorti des billets sous des coupures de 1, 2, 5, 10, 20 et 50 tiyn, ainsi que 1, 3, 5, 10, 20, 50, 100, 200 tengue, auxquels furent ajoutés les coupures de 500 et 1 000 tengue en 1994, puis celles de 2 000 tengue en 1996, de 5 000 tengue en 1998, de 10 000 tengue en 2003, et de 20 000 tengue en 2015.
Les billets à partir de 200 tengue présentent tous le portrait d'Al-Farabi, auquel on ajoute un fragment du mausolée de Khoja Ahmed Yasavi pour les billets de 500, et une panthère des neiges pour les billets de 10 000.